# 伊迪·芬奇的秘密
《伊迪·芬奇的秘密》（中国大陆又译作）是由Giant Sparrow开发、並由安纳布尔纳互动發行的冒险游戏 ，于2017年在Microsoft Windows、PlayStation 4和Xbox One平台推出，2019年在任天堂Switch平台发布。 
整个游戏以芬奇家族的最后一人，伊迪·芬奇为中心。她发现了一个使得其家族所有成员都遭遇了非正常死亡的诅咒。游戏中，此前因为家族矛盾而与母亲一起离开的伊迪·芬奇回到了位于华盛顿州海岸边上的祖宅，并且重新进行探索。她在探索中进入她的家人们的卧室，解开尘封的往事，了解到每个人独特的死亡事件。
伊迪·芬奇的秘密一经面世便受到了广泛好评。诸多评论家称赞其游戏剧情与最终表现，将它视为对“艺术形式下的电子游戏”一词的绝佳诠释。它获得了第14届英国学院奖（2017年年度最佳游戏），并且在2018年游戏开发者选择奖与2017年游戏大奖中获得了最佳叙事的相关奖项。

## 游戏
伊迪·芬奇的秘密是一个第一视角探索游戏。玩家循着线性的一系列房间、小径探索芬奇家的豪宅与周围的区域。玩家在游戏中通过伊迪·芬奇自己的陈述得到引导，穿过每一个房屋。（她的语言会作为场景的一部分指导玩家前进）。玩家在与房间里的小物件的互动以及体验每个家人死亡时的片段的过程中推进游戏进程。每一段回忆都有自己独特的玩法与视觉效果。

## 剧情
一人乘坐渡轮前往位于华盛顿州的奥卡斯岛。他随身带着伊迪·芬奇（Edith Finch）的日记。在这次旅程中，伊迪讲述了她在2017年最后一次回到岛上的老宅子时发生的事。主人公阅读伊迪的日记，并且以伊迪的第一视角重新见证了她的归家之旅。日记里关于每一个家人的死亡都以小插曲的方式叙述出来。
在她的日记中，她说大家都认为她的家族被诅咒了。每一代人中最后只有一个可以活下来延续家族，其余人都会以意外事件的方式死去。1937年，她的曾曾祖父Odin，在因为诅咒失去了自己的妻子与孩子后，为了逃避诅咒而离开了挪威，带着他仅剩的女儿伊迪（Edie or Edith Sr.）和几位亲人一起来到了美国。Edie一直坚持要将原有的房子一起带上，在路途中海浪倾翻了船，Odin也不幸溺死。剩余的家人在奥卡斯岛上可以看到船难残骸的地方建立了一个新家。在这里Edie生了更多的孩子，并且建立了一个家庭墓园。 
有一段时间，Edie以為他们已经躲过了诅咒。但是不寻常的死亡依然降临在了她的丈夫Sven和她所有的孩子身上（Molly, Calvin, Walter, and Barbara），除了Sam。Edie为了纪念她们，将他们每个人的卧室改装成了各自的神龛。Sam最终结婚，并且有了3个小孩（Dawn, Gus, and Gregory）。Edie拒绝将原有的房间改装成新的小孩的房间，而是要求他们在现有房子的顶上再加一层。Dawn是唯一一个活到成年的家族子嗣，她嫁给了Sanjay，并且也养育了3个孩子（Lewis, Milton, and Edith Jr.）。在她的丈夫死后，她带着3个孩子回到了这里。Milton是一个大有前途的艺术家，但她从家中最终失踪，并且这导致Dawn陷入了深深的偏执中。Dawn封住了每一间用于纪念已故家庭成员的房间，但是Edie依然坚持在每个房间上留下窥视孔。 
Lewis于2010年自杀。在他葬礼后第二天晚上， Dawn做出了一个决定，所有剩余的芬奇家族成员必须离开家，但是Edie拒绝了。Dawn和伊迪当天晚上离开了，当第二天家政服务人员来这里接Edie时，发现她已经去世了。 
6年后，Dawn因为疾病最终去世。她留给伊迪一把芬奇家的钥匙，让她自己回来探索这座房子。在探索中，她发现这把钥匙可以打开各个被封闭房间之间的秘密通道，她相信这些通道是房屋初次设计时伊迪所建。伊迪在日记中写下了自己对家族成员和最终分崩离析结局的看法。故事的最后她到达了自己的房间，在那里她给自己肚子里未出世的孩子写了这本日记，希望这可以帮助他理解他们家族的血命。 
回忆结束，合上日记後，揭曉渡船回老家的那人实际上是伊迪的儿子Christopher（此时唯一在世的芬奇家族的成员），而伊迪则在分娩时难产死去，享年僅僅18歲。此时的Christopher乘坐渡轮前往芬奇的家中，并且在伊迪的墓碑上放置鲜花。

## 游戏开发

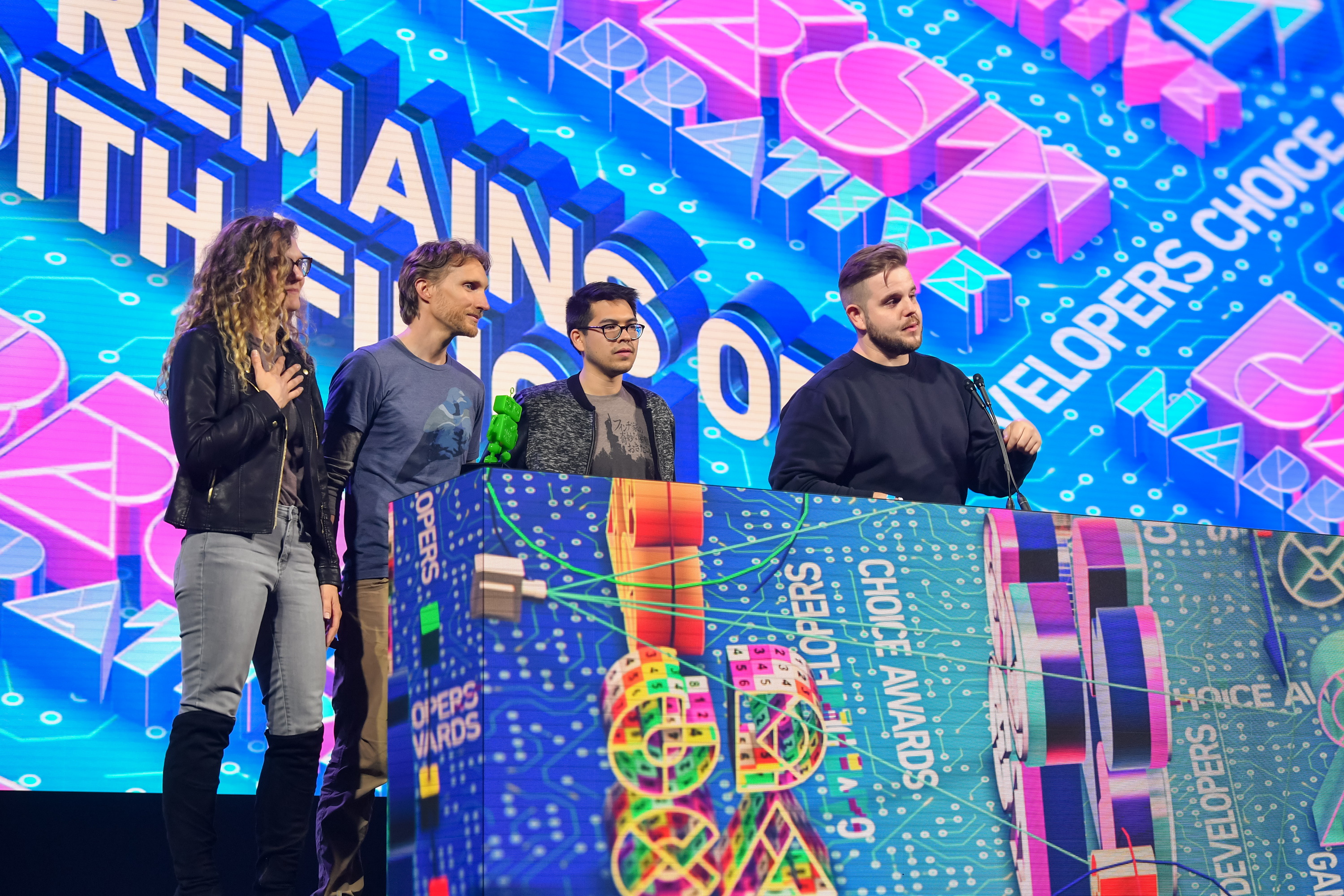
The Giant Sparrow 团队在2018年游戏开发者选择奖上。左起：Chelsea Hash，Ian Dallas，Michael Kwan，Chris Bell

伊迪芬奇的秘密是Giant Sparrow团队的第二款作品，游戏由Ian Dallas担任创意总监。游戏最初的创意来自于创造一种崇高而神圣的“能够唤起人们意识到美，并且是失去控制的美”（Ian Dallas语）的交互式体验。Ian Dallas本人在华盛顿州做潜水员时的生活经历帮助他完善了这一创作。游戏一开始是以潜水作为主要的探索方式，但这样做给游戏剧情的叙述造成了一系列困难。既然游戏是在这种状况下，他们想到了用玩家可以看到的漂浮在环境中的文本去叙述游戏的剧情，这将会是游戏推进的核心要素。
整个团队一直纠结于使用潜水员的方式推进游戏，直到Ian Dallas灵光一闪，想到了一个场景：一只掉落在森林中的鲨鱼和一个小女孩的画外音：“突然，我变成了鲨鱼……”
这一个场景最终在众人的努力下成为了一个游戏中的情节：它作为Molly（游戏中的一个小女孩，她最终死于吃下了有毒的冬青树的浆果，玩家在游戏中第一个进入的就是她的卧室。）头脑中的幻想存在于游戏中。随着Molly的情节越来越丰满，整个团队也突破了原有的束缚，随即开发了其他的独立章节。这些章节都致力于捕捉一种共同的情感，即玩家在知道他们控制的人物即将死亡的情况下，依然对于他们接下来要做什么而感到兴趣盎然，这无疑营造了一种“唤起”的氛围。

为了连接这些情节片段，他们必须想出一个好的框架。最初，他们想用一个类似于坎特伯故事集的方式来连接各个剧情，将剧情设计在一个高中的舞台上。但是最后他们意识到也许家族式的诅咒会更好，形成一种类似于迷离境界中的选集，同时借鉴一些《百年孤独》中提到的概念，即将不同的家庭成员的故事相互交叉重叠叙述。随着这些问题的逐步确定，团队接下来只需要确定整个家族的族谱关系以及房屋的风格。关于房屋，Dallas表示他们始终围绕着3个关键词进行的设计：庄严（sublime）、私密、阴郁。他们的目标是为了使整个房子成为一种不可名状的自然力量的象征。“它就像是树皮一样，有某种内在规则在决定其纹理的变化，但是我们常人却无法一窥一二。” 

当他们开始初步设计每个单独的卧室以及玩家经过这些卧室的顺序时，他们并没有想到可以用室内的装饰来表现每个家庭人物的性格特点与人生轨迹。直到工作进行到Lewis（倒数第二个房间）时，情况才有所改变。Lewis曾经陷入吸食大麻无法自拔，所以他的房间中张贴的海报以及其他物件都直接或间接的暗示了他的生活方式。这种表达方式使得制作组不再只使用叙述的方式来讲述人物的性格与结局。在游戏发售的最后几个月，制作组将先前的房间中的内容都做了主要的变化，添加了更多而说明性房间内饰。 
 团队同时意识到，通过这些小的记忆片段，他们可以使玩家对故事结局保持一种怀疑的态度，就像传统的志怪小说那样，玩家会疑惑那些稀奇古怪的过往片断真的是存在于现实世界的吗？团队并不想制作出一部恐怖游戏，但是他们会借鉴一些恐怖游戏中常见的元素，例如克苏鲁。这部游戏初步发行时的名字定为《伊迪芬奇的梦魇》。当时的游戏中的细节会显得更加可怕，例如主角大部分时间都会在闪着荧光灯的黑暗中进行探索。但最后团队依然摒弃了这些元素，转而添加进入了一些更加怪异（而不是恐怖）的新内容，并且把名字改为了我们现在看到的这样。
在制作团队看来，游戏的结局是最难处理的一部分。Dallas透露，因为他们不知道是否应当使用与之前一样的记忆片段的形式来将整个游戏不安的氛围继续提高。最终，他们选择了完全不同的方式，游戏的结局应当给予玩家时间去回忆、思索整个游戏的过程。Dallas将这一建议归功于Playdead的Dino Patti和thatgamecompany的陈星汉。在游戏过程中，他们设计了一个不寻常的细节动作，使玩家可以以第一视角的方式注意到伊迪的腹部的隆起，从而意识到她怀孕的事实。关于这点，Dallas一开始并不愿意将它放入游戏中，但是在他们的美术师Chelsea Hash的坚持下，这点最终保留了下来。并且玩家的反馈表明，玩家很高兴可以自己发现这个秘密。
该游戏的开发从2013年前后开始，当时Giant Sparrow与索尼互动娱乐合作，并在2014年PlayStation体验活动中首次将游戏预告片放出，由索尼互动娱乐圣塔莫尼卡工作室出版。此后直到2015年E3展会，游戏不断地有预告片放出。 但在此期间，索尼开始减少对独立制作游戏的支持，并且圣莫尼卡工作室由于人员变动导致了名声不复如前。这最终使其中一些曾经在圣莫尼卡工作室任职并且始终与Giant Sparrow在《伊迪芬奇的秘密》项目上保持合作关系的成员最终离开圣莫妮卡工作室并且建立了Annapurna Interactive ，这一工作室最终成为游戏的新出版商。   Annapurna放宽了索尼最初的一些截止日期，允许Giant Sparrow保留并改进一些更重要的游戏细节，否则在如此密集的时间表下，这些内容最终只能因为未完成而被删除。其中包括Gregory的婴儿时期的片段（他的母亲在他洗澡时忙于其他从而导致他的溺死），值得一提的是这一事件的依托“花之圆舞曲”来源于柴可夫斯基的音乐剧胡桃夹子。在Lewis的故事中，他一边在心里进行着航海的冒险游戏，一边在现实生活于一台仪器前上切开鲜鱼，这一灵感来自《奇幻之书》中的“托马斯夏普先生的加冕“。  Gregory的故事因为涉及到了婴儿的死亡，所以受到了发行商的忧虑。为了帮助减轻这种忧虑，Giant Sparrow邀请了部分身为父母的玩家进行了测试，确保游戏能够在这样一个敏感领域依然能够表现出它原想表现得东西。 
这其中变化最大的是Walter's的故事（Edie的儿子），他在目睹了他的姐姐Barbara的死亡后，因为恐惧而将自己反锁在地下室，整整三十年后，他最终下定决心准备离开，然而却在离开路途中被火车撞击导致了死亡。最初的设计是，当他在地下室里缩居时，他依然能在目光移开时看到那些移动的人，就像是神秘博士中的 Weeping Angel一样；同时他也会假想自己处在一个火车车厢里，身边有很多隐形的手在桌子上的棋盘中移动棋子。两个意象都象征着他缩居时时间的流逝以及他最终的结局。它们被选择是因为他们可以表现Walter的缩居生活，经历每天的日常，吃着一样的桃子罐头，直到他决定离开的那一刻。另外一个被废弃的点子是请怪人奥尔”扬科维奇来为Edie作曲。这个点子受到了Harry R. Truman的故事的启发，即一个固执的在1980年圣海伦火山爆发期间拒绝离开他的房间的故事。设计组准备设计一个情节，20世纪80年代，Edie在附近山火爆发时依然拒绝离开自己的房子，这样就使得游戏剧情与现实有了联结，同时扬科维奇也会为Edie的所为而作曲。但是这个点子出现的太晚，已经没有足够的时间去完成了。
作曲家Jeff Russo（主要作品有冰血暴的原声，罪夜之奔的原声），为伊迪芬奇的秘密制作了相关音乐。
Barbara的故事（她成为了一个好莱坞小童星，但是在万圣节那一天被数个谋杀犯在家中谋杀）是以如同Tales from the Crypt一般的漫画书的方式来讲述的。Dallas要求Russo尝试制作出一种与约翰·卡朋特的万圣节类似的主题的背景音乐。